# Benedetto Dei
Benedetto Dei je bil firenški pisec in zgovovinar. Večino življenja je preživel v Firencah, kjer je bil  pribočnik Medičejcev in trgovske hiše Portinari, * 4. marec 1418, † 28. avgust 1492.
Njegovo najpomembnejše delo je kronika firenške umetnosti, kulture in denarja z naslovom La cronica dall’anno 1400 all’anno 1500 (Kronika let 1400 do 1500), v kateri so izčrpno opisani vsi, ki so v tistem času kaj pomenili. Kronika je zato še vedno ključni vir za raziskave firenške zgodovine. Dei je bil tudi pomemben član več intelektualnih krožkov. Ohranilo se je veliko njegovih pisem pomembnim osebnostim iz Firenc in severne Italije. 
Dei je veliko potoval v imenu firenških trgovskih hiš. Razen službenih potovanj v Anglijo, Nemčijo in Francijo je veliko časa preživel tudi na Bližnjem vzhodu in v Afriki. Pisal je tudi svojo kroniko, v kateri je, med drugim, opisal obiske Bejruta,  Jeruzalema, Kartagine, Sfaxa, Orana in Timbuktuja.